# Морская дудка

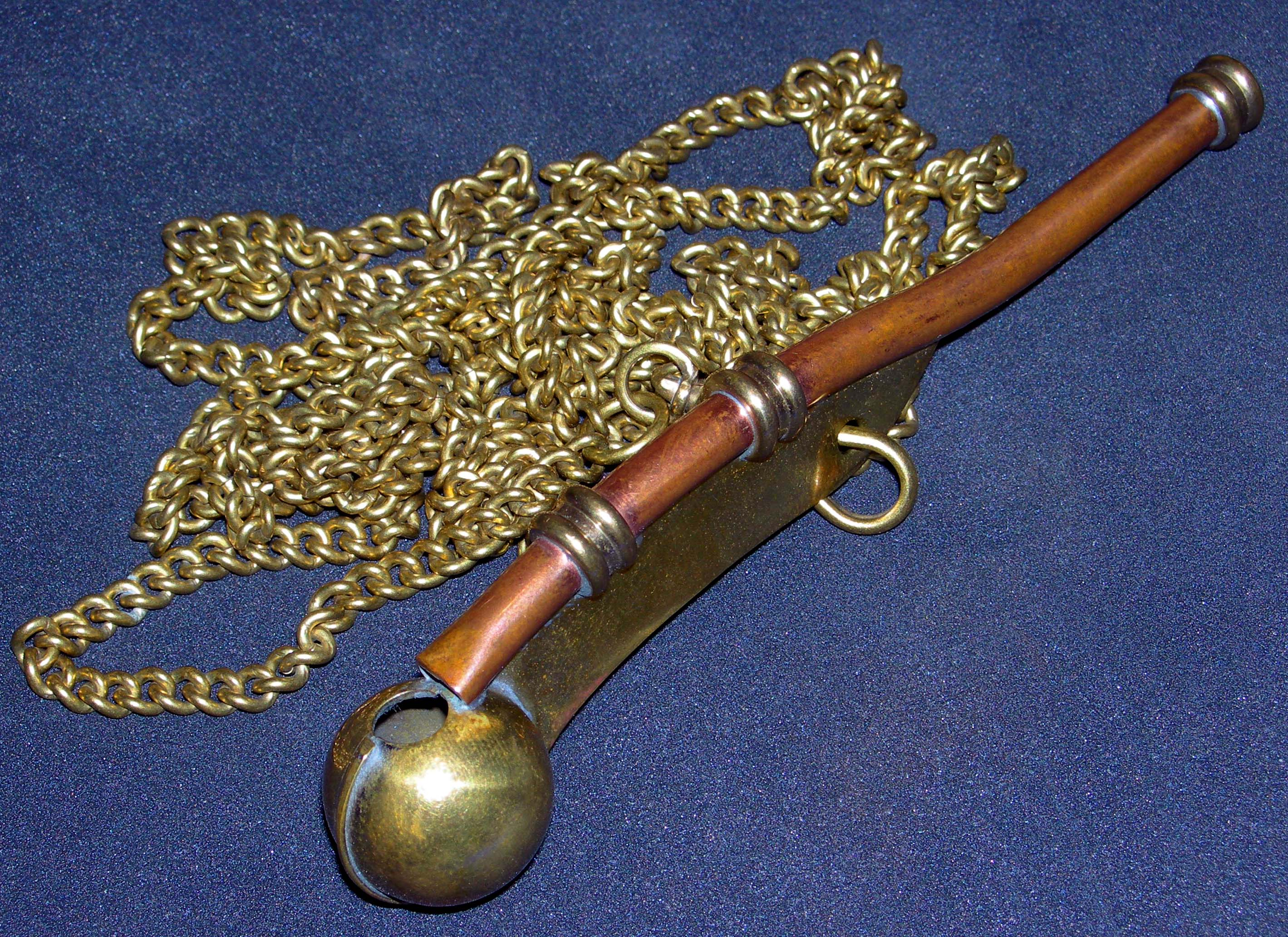
Морская дудка

Морская дудка, также свисток — ручной особый свисток для звуковых сигналов, которыми на корабле предварялись устные распоряжения вахтовых и дежурных служб.

## История
Предшественниками морских дудок были свистки античных (древнеримских и древнегреческих) гребных судов, с помощью которых задавался единый ритм для работы гребцов. В Средневековье с помощью свистка бойцы вызывались на палубы перед сражением. Одно из самых первых упоминаний о морских дудках на флотах Средиземноморья задокументировано XIII веком.
Внедрение её в английском флоте произошло благодаря командующему военным флотом лорду-адмиралу Э. Говарду, который, по одной из легенд, однажды обнаружил экземпляр морской дудки среди имущества погибшего в бою пирата Э. Бэртона. После этого морская дудка была оценена и вошла в употребление на английском флоте. Чуть позже английский монарх Генрих VIII ввёл регламент, стандартизирующий устройство морских дудок, их формы и правила их использования. Например, изготовленная из золота морская дудка весом 340 граммов (12 унций) стала атрибутом власти королевского лорда-адмирала. Серебряные морские дудки стали называться «командными», так как они использовались для подачи командных указаний.
В XVI—XVII веках морские дудки появились практически во всех европейских флотах. Первоначально они выделяли капитана, однако постоянное увеличение судовых размеров сделало невозможным эффективное управление судном с капитанского мостика на корме. Вследствие этого морские дудки стали использоваться боцманами и квартирмейстерами, а материалом, из которых они делались, стала латунь и бронза. С их помощью отдавались специальные сигналы: «побудочный», «обеденный», «подъём флага», «всем наверх» и другие.
На военных судах Российского императорского флота наиболее употребительные приказания команде передавались свистками дудки (в несколько тонов), имевшейся у нижних чинов унтер-офицерских званий (например, боцмана). Дудки изготавливались из мельхиора в соответствии с особыми требованиями, утверждёнными в официальном порядке.
С широким внедрением судовых радиотрансляционных систем внутреннего оповещения морские дудки практически перестали использоваться в корабельном обиходе. Однако, во флотах ряда государств продолжает существовать традиция так называемого «трапового свиста», согласно которой появление на корабле любого важного гостя должно сопровождаться ритуальными звуковыми сигналами морских дудок, начиная с момента вступления высокопоставленной персоны на спущенный трап, заканчивая моментом, когда он выходит на судовую палубу. В связи с этим боцманские и офицерские дудки продолжают своё существование.